# Mackinac Island (plaats)
Mackinac Island is een plaats (city) in de Amerikaanse staat Michigan, en valt bestuurlijk gezien onder Mackinac County. Het ligt in het zuiden van het gelijknamige eiland Mackinac.

## Demografie
Bij de volkstelling in 2000 werd het aantal inwoners vastgesteld op 523.
In 2006 is het aantal inwoners door het United States Census Bureau geschat op 471, een daling van 52 (-9.9%).

## Geografie
Volgens het United States Census Bureau beslaat de plaats een oppervlakte van
14,5 km², waarvan 11,3 km² land en 3,2 km² water.

## Plaatsen in de nabije omgeving
De onderstaande figuur toont nabijgelegen plaatsen in een straal van 36 km rond Mackinac Island.

## Overleden
- William Day (1849-1923), rechter en diplomaat